# Rolfe (Iowa)
Rolfe ist eine Kleinstadt (mit dem Status „City“) im Pocahontas County im US-amerikanischen Bundesstaat Iowa. Im Jahr 2010 hatte Rolfe 584 Einwohner, deren Zahl sich bis 2015 auf 559 verringerte. Das U.S. Census Bureau hat bei der Volkszählung 2020 eine Einwohnerzahl von 509 ermittelt.

## Geografie
Rolfe liegt im mittleren Nordwesten Iowas am Pilot Creek, der über den Des Moines River zum Stromgebiet des Mississippi gehört.
Die am Missouri gelegenen Schnittpunkte der Bundesstaaten Iowa, South Dakota und Minnesota sowie der Staaten Iowa, South Dakota und Nebraska liegen 241 km westnordwestlich sowie 192 km westsüdwestlich von Rolfe.
Die geografischen Koordinaten von Rolfe sind 42° 48′ 46″ nördlicher Breite und 94° 31′ 37″ westlicher Länge. Die Stadt erstreckt sich über eine Fläche von 2,72 km² und gehört keiner Township an.
Nachbarorte von Rolfe sind West Bend (24,1 km nordnordöstlich), Ottosen (20,9 km nordöstlich), Bradgate (9,9 km östlich), Gilmore City (16,2 km südöstlich), Palmer (26,5 km südsüdwestlich), Pocahontas (20,8 km südwestlich), Havelock (16,8 km westnordwestlich) und Plover (15,1 km nordwestlich).
Die nächstgelegenen größeren Städte sind die Twin Cities in Minnesota (Minneapolis und Saint Paul) (337 km nordnordöstlich), Rochester in Minnesota (285 km nordöstlich), Cedar Rapids (308 km ostsüdöstlich), Iowas Hauptstadt Des Moines (216 km südöstlich), Kansas City in Missouri (453 km südlich), Nebraskas größte Stadt Omaha (276 km südwestlich), Sioux City (181 km westsüdwestlich) und South Dakotas größte Stadt Sioux Falls (254 km nordwestlich).

## Verkehr
Der von Nord nach Süd führende Iowa Highway 15 verläuft als Hauptstraße durch das Zentrum von Rolfe. Alle weiteren Straßen sind untergeordnete Landstraßen, teils unbefestigte Fahrwege sowie innerörtliche Verbindungsstraßen.
In Rolfe treffen zwei Eisenbahnstrecken der Union Pacific Railroad zusammen, die für den Frachtverkehr genutzt werden.
Mit dem Pocahontas Municipal Airport befindet sich 17 km südwestlich ein kleiner Flugplatz für die Allgemeine Luftfahrt. Die nächsten Verkehrsflughäfen sind der Des Moines International Airport (210 km südöstlich), das Eppley Airfield in Omaha (269 km südwestlich), der Sioux Gateway Airport in Sioux City (193 km westsüdwestlich) und der Sioux Falls Regional Airport (270 km nordwestlich).

## Geschichte
Wenige Kilometer nordöstlich des heutigen Ortes befinden sich mit Old Rolfe die Überreste der ersten Besiedlung des Pocahontas Countys durch Weiße. Bis zu dessen Verlagerung in die Mitte des Countys befand sich hier auch das Justiz- und Verwaltungsgebäude. Der Name Rolfe geht auf John Rolfe zurück, der 1614 in Virginia die Häuptlingstochter Pocahontas heiratete.
1881 wurde wenige Kilometer südlich, am Knotenpunkt zweier Eisenbahnlinien, der heutige Ort angelegt. Allmählich verlagerte sich nach der Verlegung des Justiz- und Verwaltungszentrums die Besiedlung in Richtung der neu entstandenen Eisenbahnsiedlung. Im Jahr 1884 wurde die Siedlung als selbstständige Kommune inkorporiert.

## Bevölkerung
Nach der Volkszählung im Jahr 2010 lebten in Rolfe 584 Menschen in 248 Haushalten. Die Bevölkerungsdichte betrug 214,7 Einwohner pro Quadratkilometer. In den 248 Haushalten lebten statistisch je 2,25 Personen.
Ethnisch betrachtet setzte sich die Bevölkerung zusammen aus 97,3 Prozent Weißen, 0,5 Prozent Afroamerikanern und 1,0 Prozent aus anderen ethnischen Gruppen; 1,2 Prozent stammten von zwei oder mehr Ethnien ab. Unabhängig von der ethnischen Zugehörigkeit waren 2,4 Prozent der Bevölkerung spanischer oder lateinamerikanischer Abstammung.
22,4 Prozent der Bevölkerung waren unter 18 Jahre alt, 54,3 Prozent waren zwischen 18 und 64 und 23,3 Prozent waren 65 Jahre oder älter. 50,9 Prozent der Bevölkerung waren weiblich.
Das mittlere jährliche Einkommen eines Haushalts lag im Jahr 2015 bei 38.472 USD. Das Pro-Kopf-Einkommen betrug 18.326 USD. 22,9 Prozent der Einwohner lebten unterhalb der Armutsgrenze.

## Bekannte Bewohner
- Hank Worden (1901–1992) – Rodeoreiter und Schauspieler – geboren in Rolfe